# 智性恋

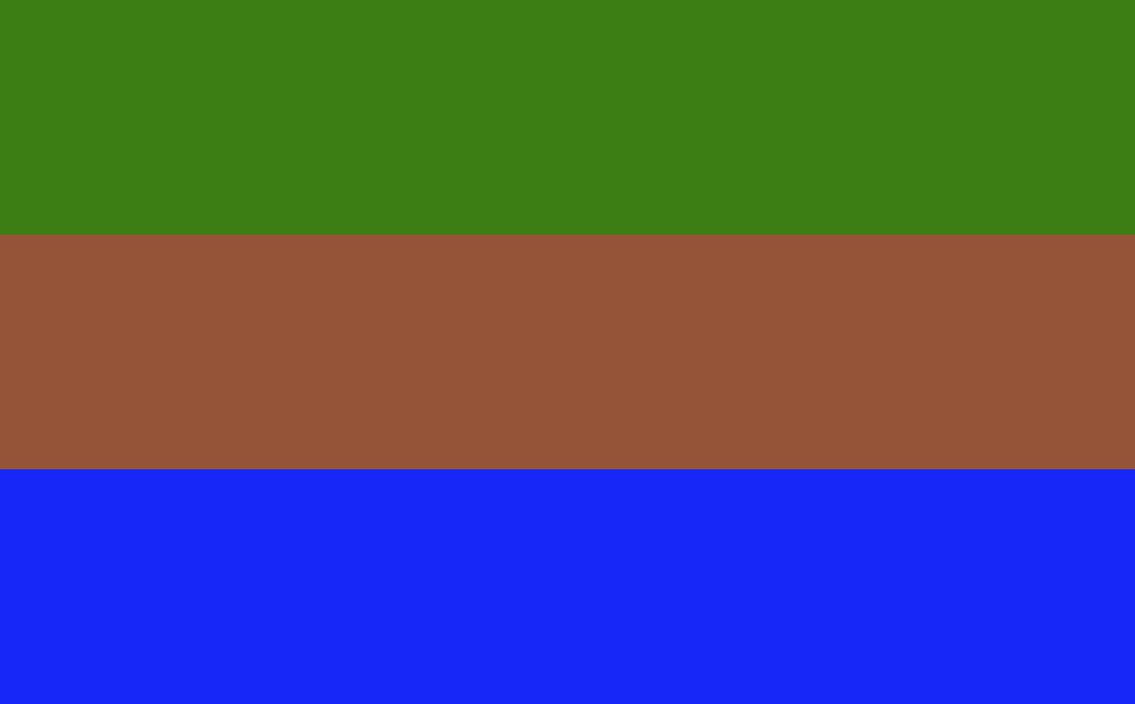
智性恋的识别旗帜

智性戀（英語：Sapiosexuality）是一種性向認同，用來描述個體的性喚起與智力有關。智性戀更傾向對於較高智商的群體產生性衝動。智性恋可以是同性恋、异性恋或双性恋。